# Eutrema parviflorum
Eutrema parviflorum là một loài thực vật có hoa trong họ Cải. Loài này được Turcz. ex Ledeb. mô tả khoa học đầu tiên năm 1842.